# Skrivnostna pesem
»Skrivnostna pesem« je skladba in drugi singel skupine Bele vrane iz leta 1970. Avtor glasbe je Bor Gostiša, besedilo pa je napisal Dušan Velkaverh.

## Snemanje
Skladbo je aranžiral Jani Golob. Izdana je bila leta 1971 na albumu Bele vrane pri založbi RTV Ljubljana na kaseti. Glavni vokal pri obeh skladbah je odpel Bor Gostiša.

## Zasedba

### Produkcija
- Bor Gostiša – glasba
- Dušan Velkaverh – besedilo
- Jani Golob – aranžma

### Studijska izvedba
- Bor Gostiša – solo vokal
- Tadej Hrušovar – kitara, spremljevalni vokali
- Ditka Haberl – spremljevalni vokali
- Doca Marolt – spremljevalni vokal
- Djuro Penzeš – bas kitara
- Boba Bračko ali Mišo Gregorin – bobni
- Ivo Umek

## Mala plošča
7" vinilka
- »Skrivnostna pesem« (A-stran) – 2:32
- »Hvala za vse« (B-stran) – 2:30